# 北広島インターチェンジ
北広島インターチェンジ（きたひろしまインターチェンジ）は、北海道北広島市大曲並木にある道央自動車道のインターチェンジである。札幌市との境界付近にあり、東日本高速道路北海道支社北広島管理事務所(旧札幌管理事務所)が隣接する。
札幌市（清田区）との境界付近に位置しており、北広島市内の他にも札幌市清田区南西部地区（里塚・美しが丘・真栄・有明・清田）・豊平区・南区の最寄ICとしても使用されている。

## 歴史

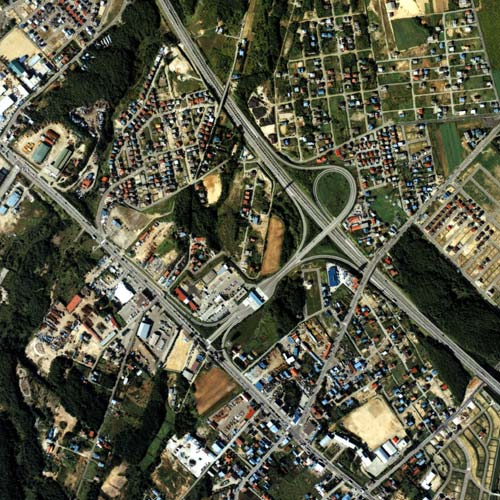
北広島IC（1985年）。

- 1971年（昭和46年）12月4日：道央自動車道で最初の供用開始区間として北広島IC - 千歳IC間が開通。
- 1979年（昭和54年）10月29日：北広島IC - 札幌南IC間が開通。
- 2009年（平成21年）6月29日：北海道初のスマートIC、輪厚SICが開通[3]。
- 2018年（平成30年）12月 : IC番号を「3」から「28」に変更[注 1]。

## 周辺

### 北広島市
- 北広島市立大曲中学校
- 北広島市立大曲東小学校
- 北広島市立大曲小学校
- 三井アウトレットパーク 札幌北広島
- インターヴィレッジ大曲
- ジョイフルエーケー大曲店
- スポーツDEPO大曲店
- 大曲工業団地
- 北広島輪厚工業団地
- くるるの杜
- ダイナスティゴルフクラブ北広島
- ダイナスティスキーリゾート
- 北海道ボールパークFビレッジ
  - エスコンフィールドHOKKAIDO

### 札幌市
- 札幌市立平岡緑中学校
- 札幌市立三里塚小学校
- コストコ札幌倉庫店
- カートピアジャンボ
- コーチャンフォー美しが丘店
- 里塚霊園
- 札幌芙蓉カントリー倶楽部

## 接続する道路
- 直接接続
  - 国道36号
  - 北広島市道大曲幸通

- 間接接続
  - 北海道道1147号大曲工業団地美しが丘線（羊ケ丘通）

## 料金所
- 総ブース数：8

### 入口
- ブース数：3
  - ETC専用：1
  - ETC/一般：1
  - 一般：1

### 出口
- ブース数：5
  - ETC専用：2
  - 一般：3

## 隣
E5 道央自動車道
(26)恵庭IC - (27)輪厚PA/SIC - (28)北広島IC - (29)札幌南IC/TB